# 山罗花属
山罗花属（学名：Melampyrum）是玄参科下的一个属，为一年生、直立、半寄生草本植物。该属共有约35种，分布于北温带。